# こころ医療福祉専門学校
こころ医療福祉専門学校（こころいりょうふくしせんもんがっこう）とは、長崎県長崎市にある専修学校。運営は学校法人岩永学園。

## 概要
理念
「心・技翔創変の精神の基、信頼あるプライドの持てる学校づくりを目指す」
1. 「何のために」を追求
2. 社会が求める人材の育成
3. 人格の形成
4. 社会に貢献
5. 等しく可能性を信じる
6. 専門分野の深い知識

心
1. 誠実（あいさつ、こころ配り）
2. 気力（体力、集中力）
3. 智恵（感性、思考）
4. 行動（意識、存在感）

校章（ブランドマーク）
「正義の精神」を表す英語「Justice Soul, Sprit」の頭文字を組み合わせたものとなっている。
イメージキャラクター
「こころちゃん」
設置学科
7学科
- 理学療法科（昼間4年制）
- 介護福祉科（昼間2年制）
- 柔道整復科（昼間・夜間3年制）
- 健康鍼灸科（昼間・夜間3年制）
- セラピスト&フィットネス科（昼間2年制）
- トータル美容科（昼間2年制）
- トータル美容科通信制課程（3年制）
- ボディセラピスト科（夜間1年制）

## 沿革
- 1987年（昭和62年）1月 - 長崎市八幡町3番17号に「長崎カイロプラクティック学院」が開校。
- 1996年（平成8年）1月 - 「日本福祉整体学院」に改称。
- 2001年（平成13年）3月 - 各種学校として長崎県知事に認可される。
- 2002年（平成14年）4月 - 愛宕三丁目19番23号（現・こころ美健福祉専門学校）に移転。
- 2005年（平成17年）4月1日 - 学校法人岩永学園が発足。
- 2006年（平成18年）4月1日 - 専修学校として認可される。初代校長に原宮之が就任。介護福祉科・健康科学科・整体総合科の3学科を設置。
- 2007年（平成19年）4月1日 - 「こころ医療福祉専門学校」（現校名）に改称。現在地に校舎（上銭座校舎）が完成。
  - 理学療法科、柔道整復科を設置。介護福祉科と健康スポーツ科（健康科学科から改称）、整体総合科が愛宕校舎から上銭座校舎に移転。
- 2008年（平成20年）4月1日 - 健康鍼灸科を設置。
- 2009年（平成21年）4月1日 - 附帯教育事業として「こころ医療福祉専門学校サテライト長崎駅前」を開設。
- 2010年（平成22年）4月1日 - トータルビューティ科を設置。
- 2011年（平成23年）
  - 4月1日 - トータルビューティ科を「トータル美容科」に改称。
  - 9月 - コナミスポーツ長崎店にこころ鍼灸整骨院を開院。

## 資格・認定
- 理学療法科 - 理学療法士国家試験の受験資格
- 柔道整復科 - 柔道整復師国家試験の受験資格
- 健康鍼灸科 - はり師国家試験・きゅう師国家試験の受験資格
- 介護福祉科 - 介護福祉士国家試験の受験資格
- セラピスト&フィットネス科
  - NSCA認定パーソナルトレーナー認定校
  - JATI認定トレーニングインストラクター養成校
  - 健康運動実践指導者養成校
  - JAFA認定エアロビックダンスインストラクター養成校
  - BRSO養成校
- トータル美容科 - 美容師国家試験の受験資格
  - AEA日本エステティック業協会認定校
  - JNA日本ネイリスト協会認定ネイル併設校
  - JMA日本メイクアップ技術検定協会認定校
- ボディセラピスト科 - 整体療法師

## 附帯教育事業
- 緊急人材育成支援事業
- 介護技術講習会
- 介護福祉士全国統一模擬試験
- 介護福祉士短期集中講座
- ホームヘルパー2級養成講座
- サテライト諫早/佐世保教室
- プロフェッショナルカレッジ長崎
- 出前講義

## 部活動
- サッカー部（男）
- ソフトボール部（男）
- バレーボール部
- バスケットボール部
- ソフトテニス部（男）
- バドミントン部
- 卓球部
- 剣道部

## アクセス
最寄りの鉄道駅・路面電車停留場
- JR九州 長崎本線 浦上駅より徒歩10分
- 長崎電気軌道本線茂里町停留場より徒歩10分

最寄りのバス停
- 長崎県営バス・長崎バス 「ココウォーク茂里町」バス停より徒歩10分。

スクールバス
- 浦上駅から送迎バスを運行。
- 島原方面から通学バスを1日1往復運行。

## 周辺
- 長崎市立あじさい荘（老人福祉施設）
- 坂本国際墓地

## 関連事項
- 長崎県専修学校一覧
- 岩永学園グループ